# Le Séquestré
Pour les articles homonymes, voir Séquestre.
Pour plus de détails, voir Fiche technique et Distribution.
Le Séquestré (Sequestro di persona) est un poliziottesco italien réalisé par Gianfranco Mingozzi et sorti en 1968.
C'est le premier rôle italien de la jeune Charlotte Rampling. Le film sera visionné par Luchino Visconti qui lui proposera alors de jouer dans Les Damnés un an plus tard.

## Synopsis
Cristina Forti, étudiante en vacances en Sardaigne, est témoin de l'enlèvement de son petit ami Francesco, et court prévenir la police. Les enquêtes s'avèrent ne mener nulle part. Gavino Dorgali, l'ami de Francesco, décide de se livrer aux ravisseurs pour découvrir leur chef.

## Fiche technique
- Titre français : Le Séquestré ou Rapt d'un homme ou Kidnapping en Sardaigne[1]
- Titre original : Sequestro di persona[2]
- Réalisation : Gianfranco Mingozzi
- Scénario : Gianfranco Mingozzi, Ugo Pirro
- Photographie : Ugo Piccone
- Montage : Ruggero Mastroianni
- Musique : Riz Ortolani
- Décors : Sergio Canevari
- Costumes : Marilù Carteny
- Maquillage : Giuseppe Capogrosso
- Production : Silvio Clementelli (it)
- Société de production : Clesi Cinematografica (it)
- Pays de production :  Italie
- Langue originale : italien
- Genre : Poliziottesco
- Durée : 103 minutes (1 h 43)
- Dates de sortie : 
  - Italie : 14 mars 1968
  - France : 28 octobre 1970[1]

## Distribution
- Franco Nero : Gavino Dorgali
- Charlotte Rampling : Cristina Forti
- Frank Wolff : Osilo
- Ennio Balbo (it) : Marras, le père de Francesco
- Steffen Zacharias (it) : Santo Dorgali, la père de Gavino
- Pierluigi Aprà : Francesco Marras
- Margarita Lozano : La mère de Francesco
- Gino Cassani : Le capitaine des carabiniers
- Enzo Robutti
- Enrico Osterman (it) : Giovanni Bodda
- Guy Heron
- Ugo Cardea (it)
- Paolo Todisco
- Giuseppe Merlo
- Fabrizio Jovine : Le commissaire
- Vito Rocca
- Max Turilli (it)

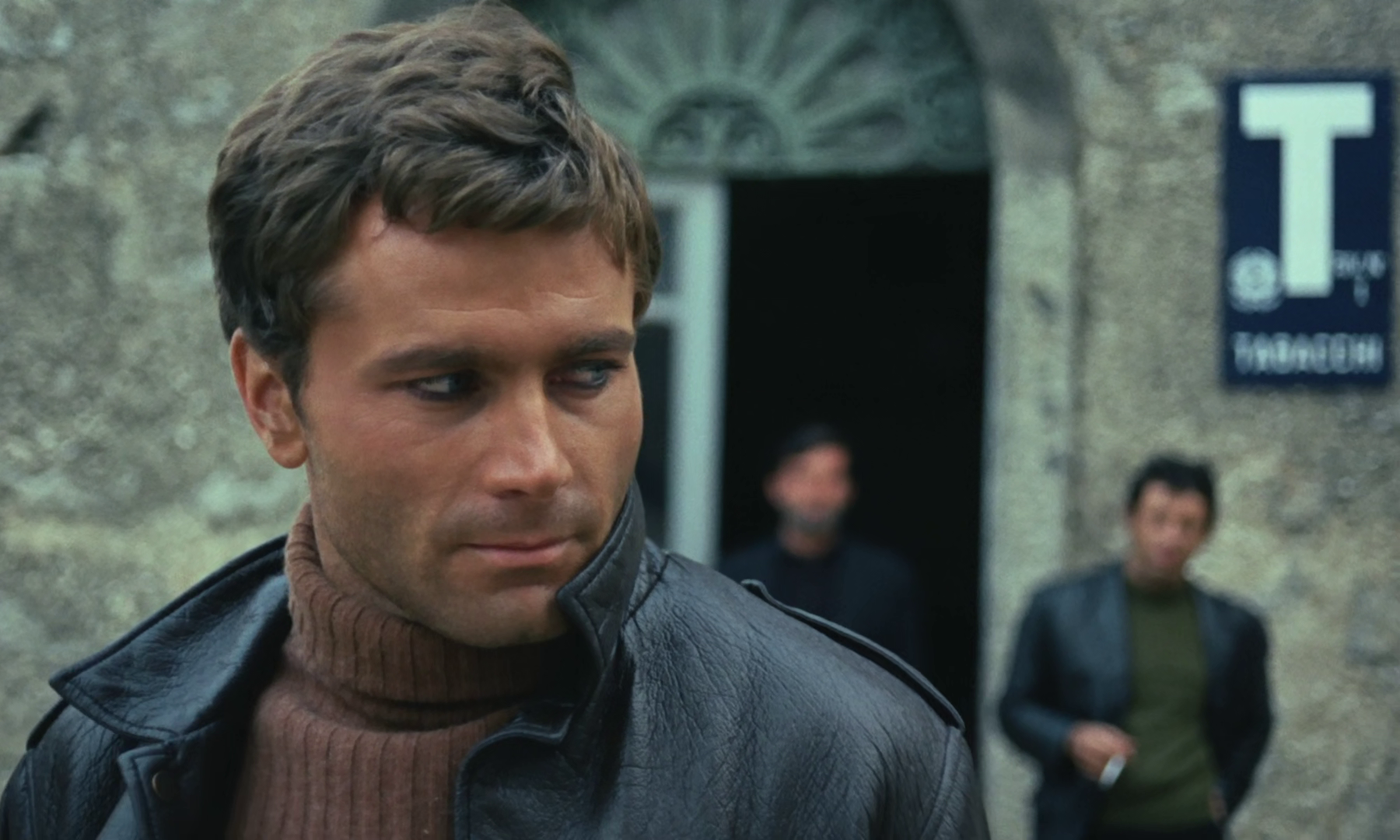
Franco Nero (Gavino Dorgali)
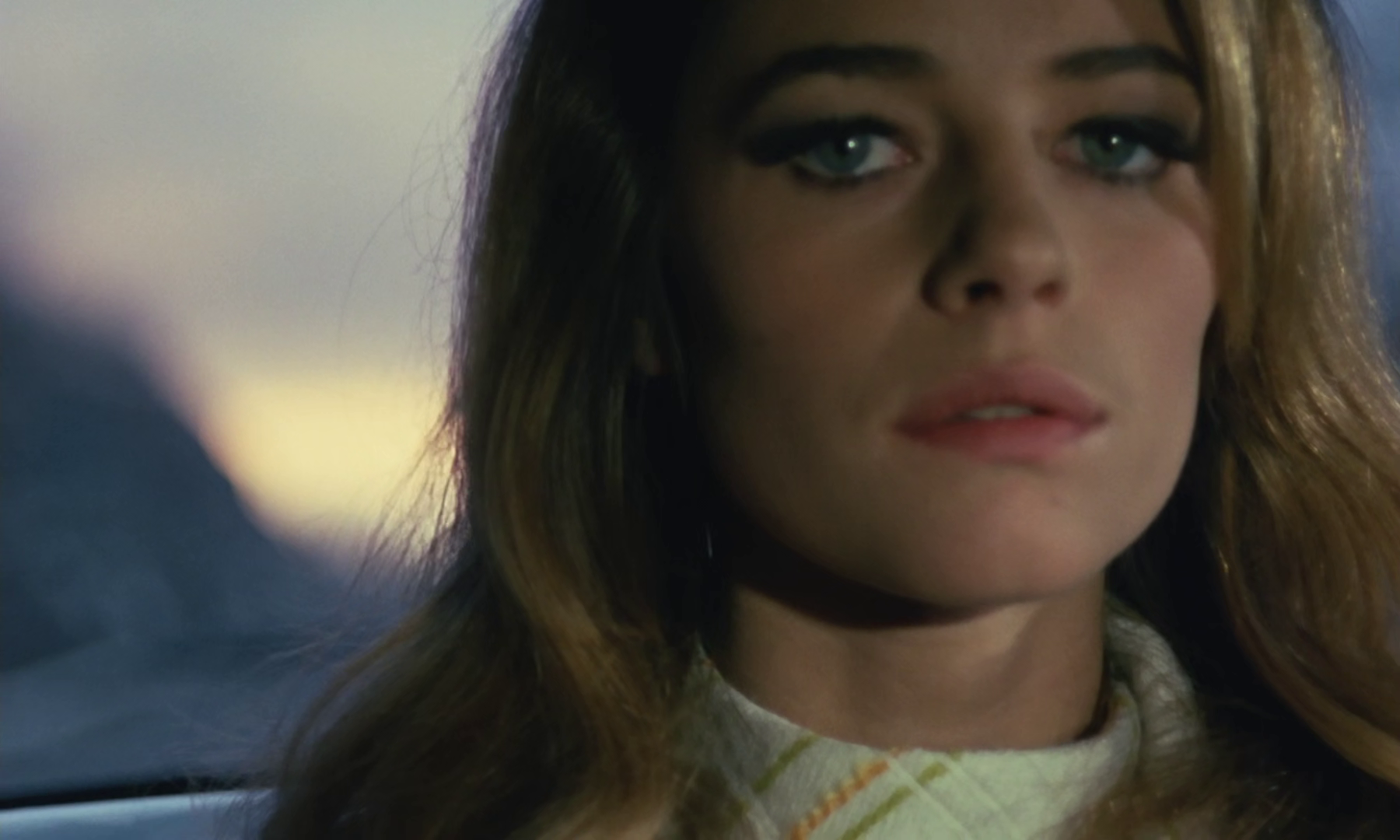
Charlotte Rampling (Cristina Forti)
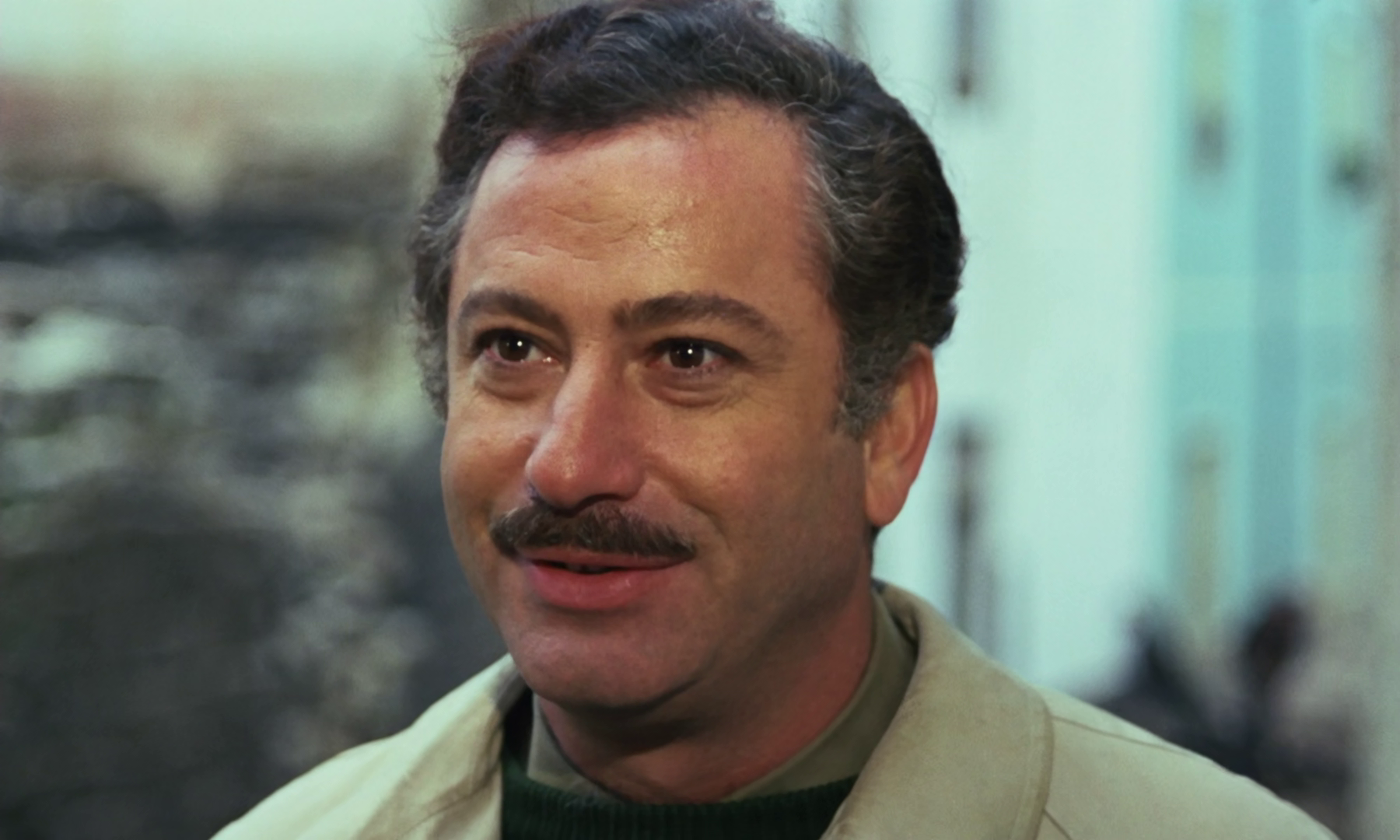
Frank Wolff (Osilo)
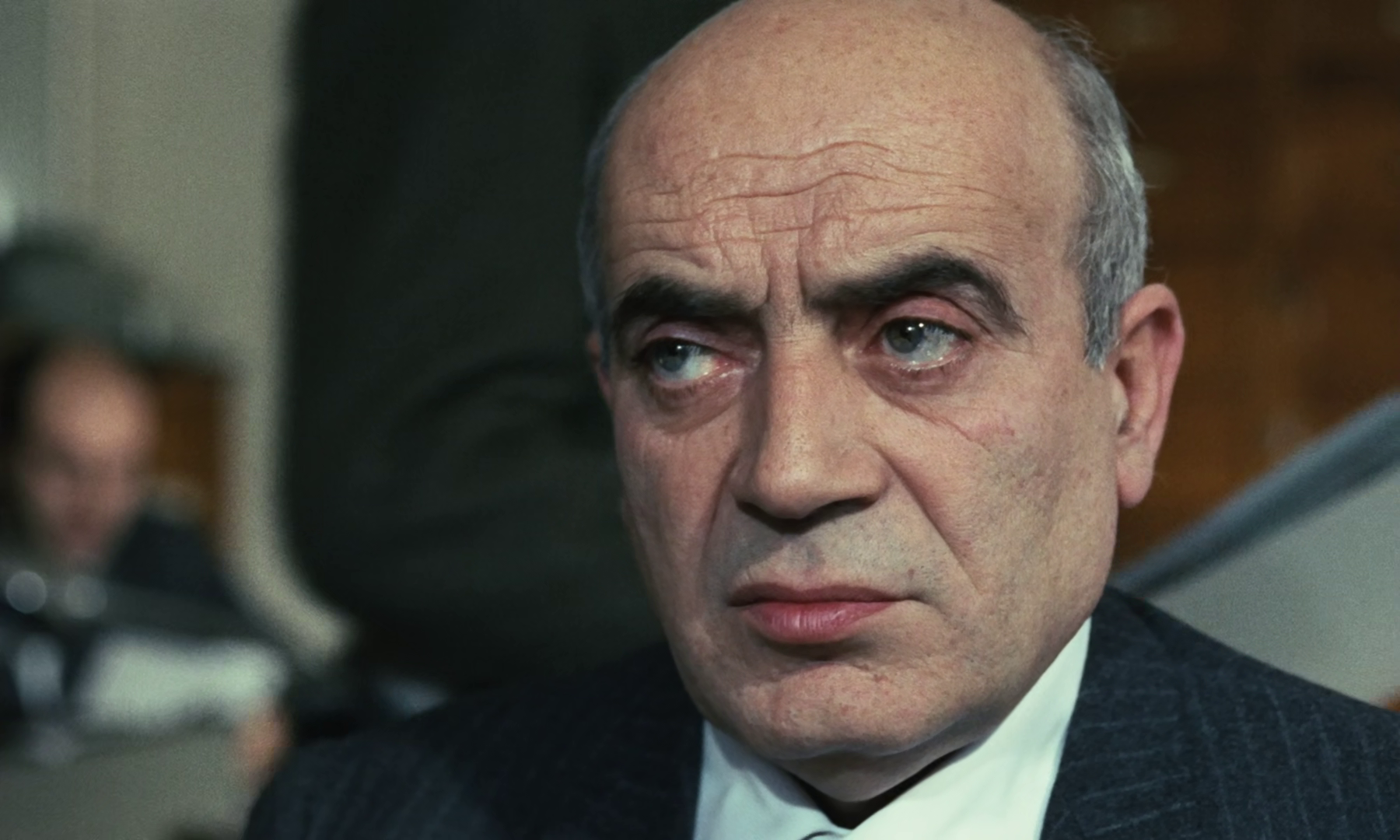
Ennio Balbo (it) (Marras)
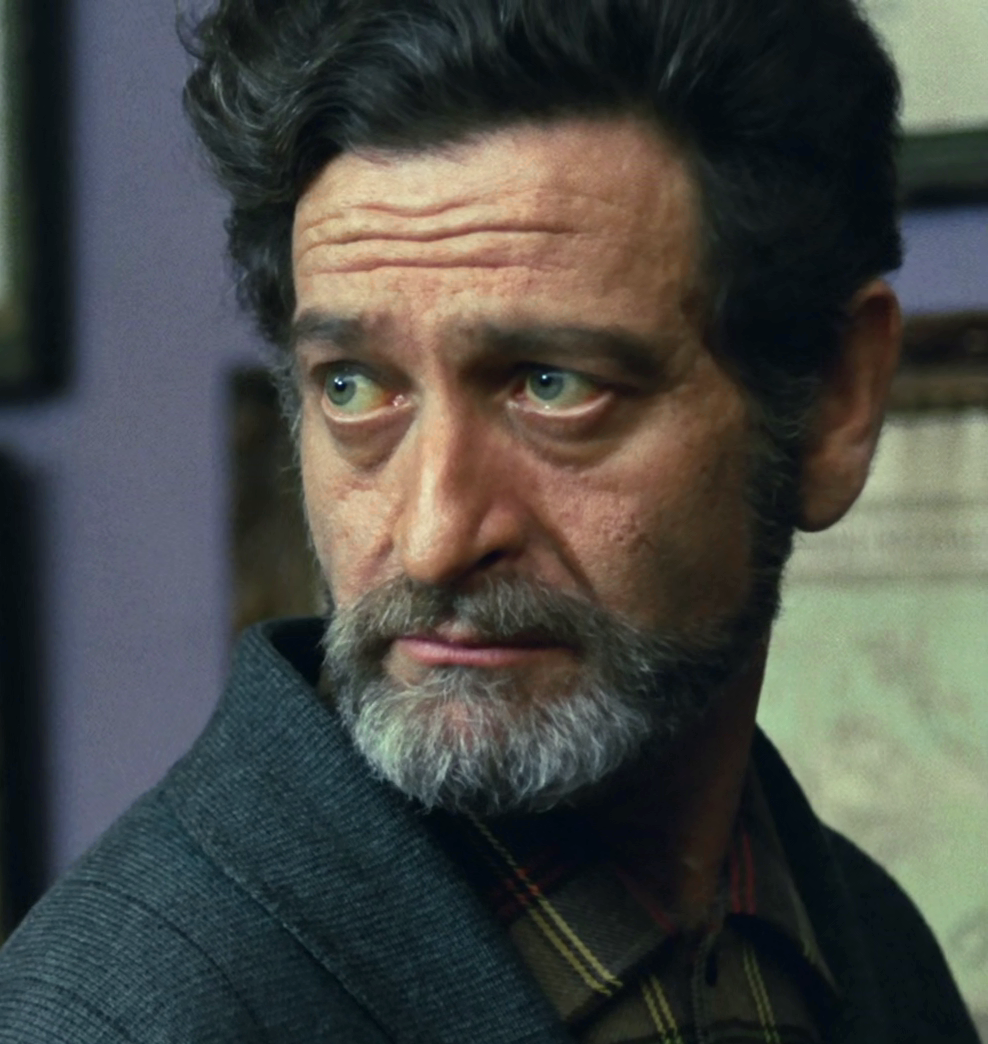
Steffen Zacharias (it) (Santo Dorgali)
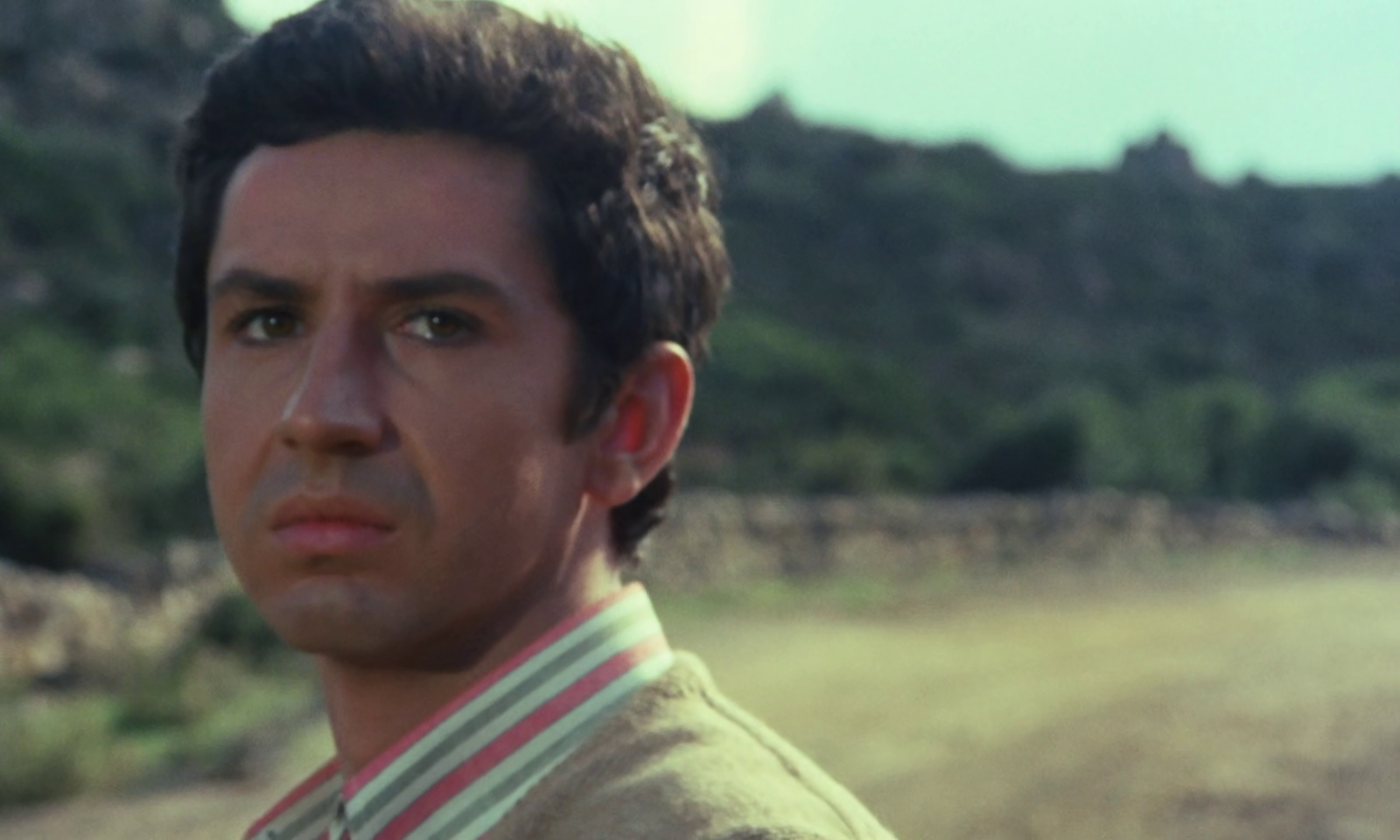
Pierluigi Aprà (Francesco Marras)
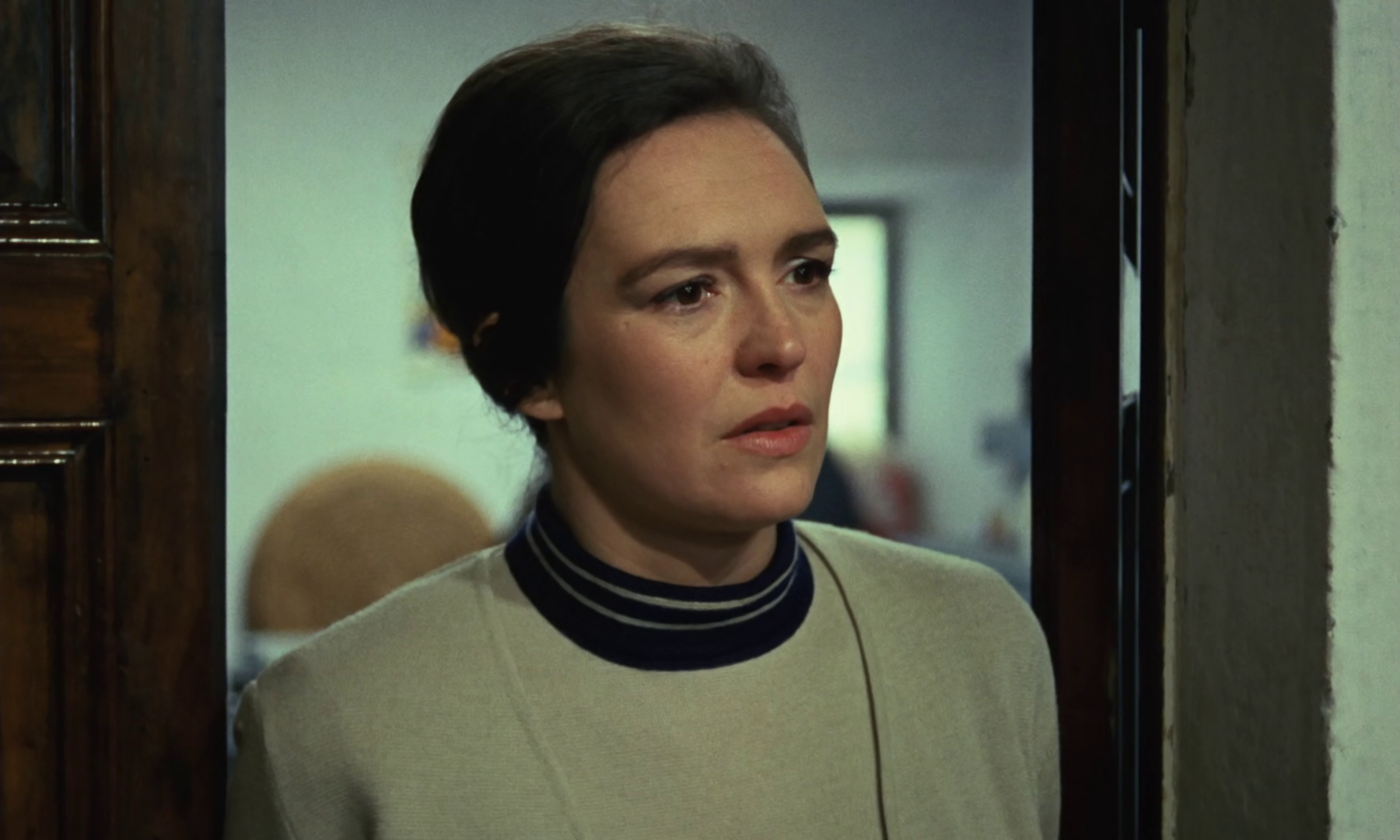
Margarita Lozano (La mère de Francesco)
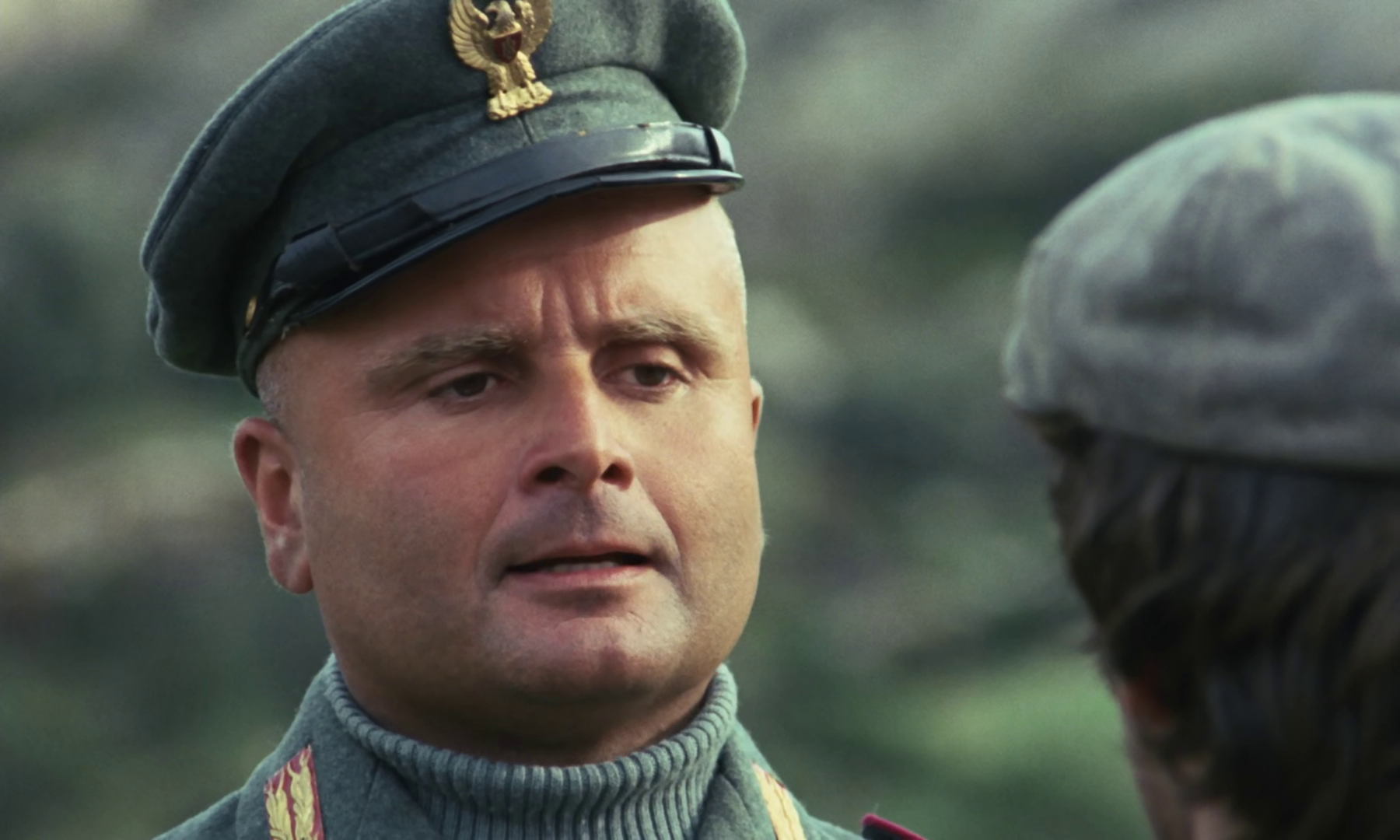
Max Turilli (it)